# بلا ویستا
بلا ویستا (به اسپانیایی: Bella Vista) یک منطقهٔ مسکونی در آرژانتین است که در بخش بلا ویستا واقع شده‌است. بلا ویستا ۱٬۷۰۶ کیلومتر مربع مساحت و ۲۸٬۷۵۰ نفر جمعیت دارد و ۵۷ متر بالاتر از سطح دریا واقع شده‌است.